# Vurpăr, Sibiu
Vurpăr (în dialectul săsesc Burprich, Burpriχ, în germană Burgberg, în trad. "Dealul Cetății", în maghiară Vurpód, Hühalom) este satul de reședință al comunei cu același nume din județul Sibiu, Transilvania, România.

## Așezare
Localitatea Vurpăr este situată pe cursul superior al pârâului cu același nume, în centrul județului, pe drumul județean 106S - Vurpăr - Daia, la o distanță de 60 km. față de orașul Agnita și municipiul Mediaș.

## Istoric
Descoperirile făcute de-a lungul timpului pe teritoriul acestui sat, demonstrează prezența omului aici încă din neolitic, astfel sub dealul "Pădurea Copiilor" (Kinderwald), s-a găsit un topor aparținând acestei epoci. În anul 1877, în locul numit "Rodeburg" au fost găsite trei securi de bronz cu cârlig și două cercuri de bronz (pentru butucul roții carului) datând din epoca bronzului. Pe teritoriul satului s-au mai descoperit o secure de aramă din perioada timpurie a bronzului, un ac de bronz din epoca târzie a bronzului și nouă brățări din epoca bronzului. Din locuri neprecizate mai provin un vârf de lance și o brățară, amândouă de origine celtică, un brăzdar de fier din epoca romană și o spadă cavalerească de la începutul secolului al XIII-lea. La începutul acestui secol,  pentru cultul catolic se înalță lăcașul în stil romanic, cu trei nave și un cor compus dintr-o travee pătrată. În secolul al XVI-lea, Vurpărul intră sub stăpânirea lui Radu de la Afumați, domnitor al Țării Românești. Satul Vurpăr a fost până în anul 1876 sub administrația Scaunului Sibiului.
Aici s-au asezat primii sași din regiunea Sibiului.

## Demografie
Conform datelor recensământului din 1930 populația Vurpărului era de 2.399 de locuitori, dintre care 1.204 români, 961 germani, 218 țigani, 9 evrei, 6 maghiari ș.a. Din punct de vedere confesional populația Vurpărului era alcătuită atunci din 950 de lutherani, 779 ortodocși, 646 greco-catolici, 9 mozaici, 8 baptiști, 4 romano-catolici și 3 reformați.
| Recensământul | 1930  | 2002  | 2011  |
| ------------- | ----- | ----- | ----- |
| Total         | 2.399 | 2.359 | 2.557 |
| Români        | 1.204 | 1.298 | 2.415 |
| Germani       | 961   | 50    | 38    |
| Țigani        | 218   | 1.010 | 15    |
| Evrei         | 9     | 0     | 0     |
| Maghiari      | 6     | 0     | 0     |

## Politică
La alegerile locale din anul 2008 a fost reales ca primar pentru a patra oară Mihail Lienerth (PSD).

## Economie
Economia acestei localități este una predominant agricolă, bazată pe cultura plantelor și creșterea animalelor.

## Monumente istorice
- Biserica evanghelică fortificată din Vurpăr, construită în prima jumătate a secolului al XIII-lea, cu bazilică romanică scurtă, trivanată, cu cor dreptunghiular, absidă centrală și absidiole.
- Biserica ortodoxă

## Galerie imagini

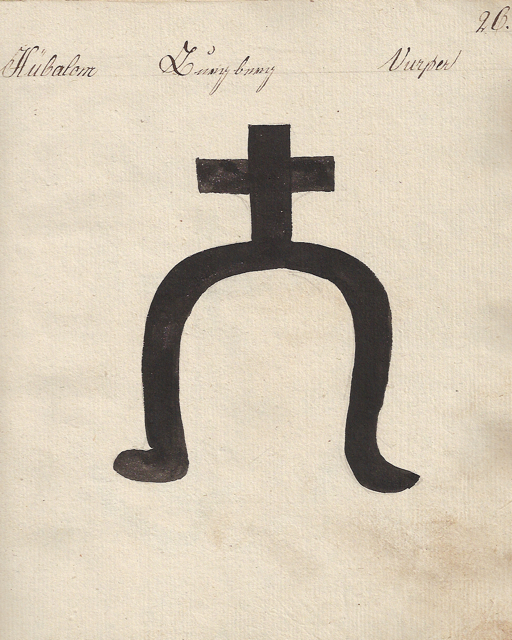
1826 - Danga pentru vitele din Vurpăr
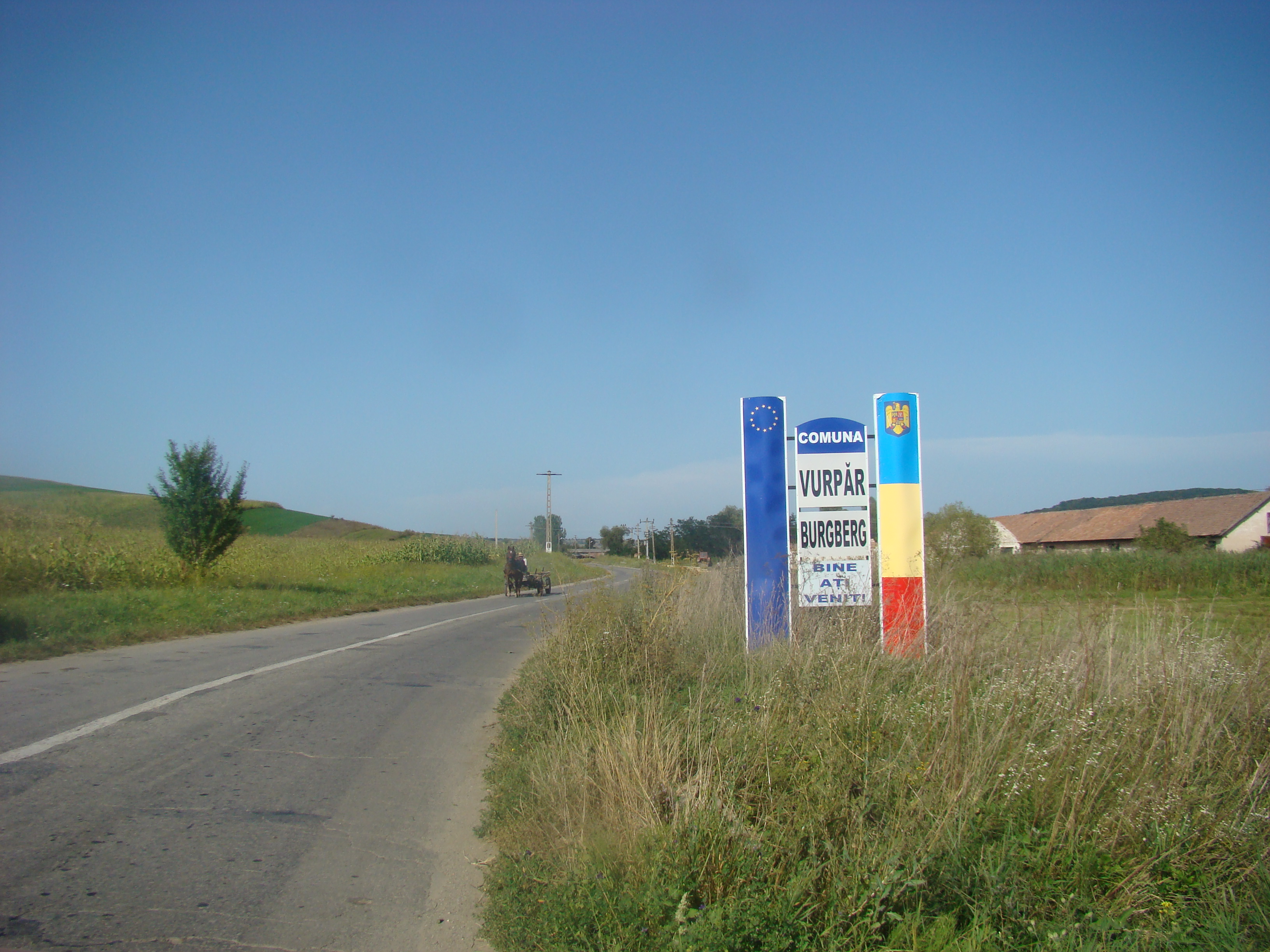

## Legături extene
- ro Informații și fotografii[nefuncțională – arhivă]
- ro Date de recensământ (2002) Arhivat în 15 septembrie 2012, la Wayback Machine.
- en Site-ul localității
- Dicționar de localități din Transilvania Arhivat în 18 iunie 2009, la Wayback Machine.